# Hrvatski Nogometni Klub Hajduk Split 2005-2006
Questa voce raccoglie le informazioni riguardanti l'Hrvatski Nogometni Klub Hajduk Split nelle competizioni ufficiali della stagione 2005-2006.

## Rosa
Aggiornata al termine della stagione
| N. |                                 | Ruolo | Calciatore        |
| -- | ------------------------------- | ----- | ----------------- |
| 1  | Croazia (bandiera)              | P     | Stipe Pletikosa   |
| 2  | Croazia (bandiera)              | D     | Petar Šuto        |
| 3  | Macedonia (bandiera)            | D     | Igor Kralevski    |
| 4  | Bosnia ed Erzegovina (bandiera) | C     | Dario Damjanović  |
| 5  | Croazia (bandiera)              | D     | Jurica Buljat     |
| 6  | Croazia (bandiera)              | D     | Vlatko Đolonga    |
| 7  | Croazia (bandiera)              | D     | Filip Marčić      |
| 8  | Bosnia ed Erzegovina (bandiera) | A     | Dragan Blatnjak   |
| 9  | Croazia (bandiera)              | A     | Tomislav Erceg    |
| 10 | Croazia (bandiera)              | C     | Niko Kranjčar     |
| 11 | Croazia (bandiera)              | A     | Zvonimir Deranja  |
| 11 | Croazia (bandiera)              | A     | Nikola Kalinić    |
| 12 | Croazia (bandiera)              | P     | Vladimir Balić    |
| 13 | Croazia (bandiera)              | C     | Mladen Bartulović |

| N. |                                 | Ruolo | Calciatore          |
| -- | ------------------------------- | ----- | ------------------- |
| 14 | Slovenia (bandiera)             | A     | Sebastjan Cimirotič |
| 15 | Croazia (bandiera)              | C     | Mate Selak          |
| 16 | Croazia (bandiera)              | A     | Krešimir Makarin    |
| 17 | Croazia (bandiera)              | D     | Tonči Žilić         |
| 18 | Bosnia ed Erzegovina (bandiera) | C     | Mirko Hrgović       |
| 20 | Croazia (bandiera)              | C     | Ivan Režić          |
| 21 | Croazia (bandiera)              | D     | Darko Miladin       |
| 22 | Bosnia ed Erzegovina (bandiera) | D     | Josip Ćutuk         |
| 23 | Croazia (bandiera)              | A     | Nikica Jelavić      |
| 24 | Croazia (bandiera)              | C     | Mario Grgurović     |
| 26 | Uruguay (bandiera)              | C     | Pablo Munhoz        |
| 27 | Croazia (bandiera)              | D     | Igor Gal            |
| 29 | Croazia (bandiera)              | C     | Danijel Hrman       |
| 30 | Croazia (bandiera)              | A     | Tomislav Bušić      |

## Risultati

### Supercoppa di Croazia
| Arbitro: | Željko Širić (Osijek) |

|               |           |  |
| Kranjčar 103’ | Marcatori |  |

Fonte: HRnogomet.com

### Prva HNL

#### Prima fase
| Arbitro: | Marijo Strahonja (Zagabria) |

|                                                                      |           |  |
| Biščević 9’ Bartulović 17’ Bušić 27’, 33’ Kranjčar 30’ Grgurović 69’ | Marcatori |  |

| Arbitro: | Ivan Bebek (Fiume) |

|                                     |           |               |
| Kranjčar 4’, 90+3’ (rig.) Bušić 84’ | Marcatori | 83’ Mandžukić |

| Arbitro: | Marijo Strahonja (Zagabria) |

|                         |           |          |
| Lakić 15’ Brajković 52’ | Marcatori | 53’ Šuto |

| Arbitro: | Damir Batinić (Osijek) |

|                     |           |  |
| Kranjčar 24’ (rig.) | Marcatori |  |

| Arbitro: | Ante Vučemilović-Šimunović (Osijek) |

|                     |           |  |
| Šehić 50’ Rivić 78’ | Marcatori |  |

| Arbitro: | Igor Pristovnik (Zagabria) |

|             |           |              |
| Makarin 88’ | Marcatori | 65’ Ratković |

| Zagabria 11 settembre 2005, ore 20:15 CEST 7ª giornata | Dinamo Zagabria       | 0 – 0 referto | Hajduk Spalato | Stadion Maksimir (35 000 spett.)\| Arbitro: \| Željko Širić (Osijek) \| |
| Arbitro:                                               | Željko Širić (Osijek) |               |                |                                                                         |

| Arbitro: | Vlado Svilokos (Sisak) |

|  |           |              |
|  | Marcatori | 15’ Sharbini |

| Arbitro: | Ante Vučemilović-Šimunović (Osijek) |

|                   |           |                               |
| Ješe 9’ Gulić 24’ | Marcatori | 83’ Vučko 88’ (rig.) Kranjčar |

| Arbitro: | Željko Širić (Osijek) |

|                                    |           |  |
| Bušić 27’ Blatnjak 57’ Deranja 87’ | Marcatori |  |

| Koprivnica 15 ottobre 2005, ore 15:30 CEST 11ª giornata | Slaven Belupo      | 0 – 0 referto | Hajduk Spalato | Gradski stadion (3 000 spett.)\| Arbitro: \| Alen Gerek (Zabok) \| |
| Arbitro:                                                | Alen Gerek (Zabok) |               |                |                                                                    |

| Arbitro: | Domagoj Vučkov (Fiume) |

|               |           |              |
| Balatinac 36’ | Marcatori | Kranjčar 22’ |

| Arbitro: | Igor Križarić (Čakovec) |

|            |           |                      |
| Pelaić 71’ | Marcatori | 12’ Marčić 76’ Vučko |

| Arbitro: | Marin Mlinar (Zagabria) |

|             |           |                    |
| Đolonga 36’ | Marcatori | 64’ Papa 76’ Lakić |

| Arbitro: | Ivan Bebek |

|               |           |             |
| Kresinger 69’ | Marcatori | 4’ Blatnjak |

| Arbitro: | Draženko Kovačić (Križevci) |

|                     |           |           |
| Kranjčar 10’ (rig.) | Marcatori | 74’ Šehić |

| Arbitro: | Igor Križarić (Čakovec) |

|           |           |  |
| Žgela 56’ | Marcatori |  |

| Arbitro: | Vlado Svilokos (Sisak) |

|  |           |            |
|  | Marcatori | 61’ Modrić |

| Arbitro: | Željko Širić (Osijek) |

|               |           |  |
| Novaković 89’ | Marcatori |  |

| Arbitro: | Ante Vučemilović-Šimunović (Osijek) |

|                                          |           |                       |
| Đolonga 9’ Erceg 31’ Kranjčar 69’ (rig.) | Marcatori | 81’ Gondžić 87’ Karić |

| Arbitro: | Ivan Bebek (Fiume) |

|  |           |              |
|  | Marcatori | 10’ Blatnjak |

| Arbitro: | Domagoj Vučkov (Fiume) |

|             |           |                   |
| Hrgović 31’ | Marcatori | 52’ (rig.) Mumlek |

Fonte: HRnogomet.com

#### Seconda fase
| Arbitro: | Damir Batinić (Osijek) |

|                     |           |             |
| Vugrinec 75’ (rig.) | Marcatori | 90’ Hrgović |

| Arbitro: | Igor Križarić (Čakovec) |

|                               |           |  |
| Jelavić 62’, 67’ Kranjčar 69’ | Marcatori |  |

| Arbitro: | Nikola Petir (Kašina) |

|               |           |  |
| Ipša 12’, 22’ | Marcatori |  |

| Arbitro: | Zlatko Šimčić (Koprivnica) |

|           |           |  |
| Lakić 87’ | Marcatori |  |

| Arbitro: | Draženko Kovačić (Križevci) |

|               |           |  |
| Cimirotič 49’ | Marcatori |  |

| Arbitro: | Nikola Petir (Kašina) |

|  |           |                                     |
|  | Marcatori | 31’, 72’, 83’ Vugrinec 61’ Sharbini |

| Arbitro: | Marin Mlinar (Zagabria) |

|                        |           |             |
| Dinjar 39’ Barišić 79’ | Marcatori | 47’ Hrgović |

| Arbitro: | Damir Batinić (Osijek) |

|                                    |           |                             |
| Bartulović 12’ Pokrivač 40’ (aut.) | Marcatori | 57’ Ipša 79’ (rig.) Šafarić |

| Arbitro: | Igor Križarić (Čakovec) |

|                                               |           |                |
| Hrgović 5’ Kranjčar 19’ Bušić 44’ Jelavić 86’ | Marcatori | 71’ Parmaković |

| Arbitro: | Željko Širić (Osijek) |

|            |           |  |
| Modrić 11’ | Marcatori |  |

Fonte: HRnogomet.com

### Coppa di Croazia
| Arbitro: | Edo Trivković (Spalato) |

|  |           |                                    |
|  | Marcatori | Blatnjak 13’ Miladin 48’ Bušić 68’ |

| Arbitro: | Marijo Strahonja (Zagabria) |

|             |           |                          |
| Medarić 75’ | Marcatori | 15’ Čačić 118’ Grgurović |

| Arbitro: | Vlado Svilokos (Sisak) |

|              |           |            |
| Vojnović 16’ | Marcatori | 40’ Marčić |

| Arbitro: | Marijo Strahonja (Zagabria) |

|                         |           |               |
| Kranjčar 9’, 11’ (rig.) | Marcatori | 22’ Balatinac |

| Arbitro: | Željko Širić (Osijek) |

|                     |           |              |
| Kranjčar 21’ (rig.) | Marcatori | 55’ Vugrinec |

| Arbitro: | Draženko Kovačić (Križevci) |

|               |           |  |
| Novaković 23’ | Marcatori |  |

Fonte: HRnogomet.com

### Champions League

#### Secondo turno preliminare
| Arbitro: | Knut Kircher |

|                                 |           |  |
| Bogdanović 26’, 40’ Kerekes 58’ | Marcatori |  |

| Arbitro: | Richard Havrilla |

|  |           |                                                 |
|  | Marcatori | 1’, 27’ Halmosi 22’ Kerekes 76’ Sidibe 90’ Kiss |

Fonte: uefa.com